# Leila Ouahabi
Leila Ouahabi El Ouahabi (en árabe: لَيْلَى وَهَّابِيّ الْوَهَّابِيّ; Mataró, Barcelona, 22 de marzo de 1993) es una futbolista española de ascendencia marroquí. Juega como defensa en el Manchester City de la FA Women's Super League de Inglaterra. Debutó  en 2016 con la selección española, de la que forma parte de manera regular.
Entre sus logros destacan 3 Ligas españolas, 5 Copas de la Reina, 1 Supercopa de España, 1 Liga de campeones Femenina de la UEFA; títulos que ha ganado con la camiseta azulgrana. En el plano internacional, debutó con la selección española en 2016, además, fue una de las seleccionadas para participar en el Mundial de Francia de 2019.

## Biografía
Ouahabi nació el 22 de marzo de 1993 en Mataró, donde residían sus padres de origen marroquí. Con el apoyo de su madre y de su hermano, con el que jugaba con frecuencia, dio los primeros pasos en el fútbol. Desde pequeña reside en Vilasar de Mar, y fue en el equipo del pueblo donde empezó a jugar en un equipo de chicos.
Con 13 años pasó a jugar en el F. C. Barcelona, donde participó en sus categorías inferiores y consiguió llegar al primer equipo. En 2013 puso rumbo a Valencia para tener más minutos. Allí jugó tres años hasta que en 2016 volvió a Barcelona.

## Trayectoria

### F. C. Barcelona
Tras llegar al club con tan solo 13 años, Ouahabi se formó en La Masia para llegar al primer equipo en 2011 de la mano de Xavi Llorens. Durante las dos temporadas que jugó con la primera plantilla consiguió dos Ligas y dos Copas de la Reina. En 2013 decidió cambiar de aires y fichar por el Valencia para poder disputar más minutos, tras tener un papel secundario en el Barça.

### Valencia C. F.
Llegó al equipo valencianista en verano de 2013 donde jugó tres años. Su paso por el Valencia, donde fue titular indiscutible en el lateral izquierdo, le sirvió para ser una de las habituales en las convocatorias de la selección nacional.

### F. C. Barcelona

#### Temporada 2016/2017
En 2016, ya convertida en fija en la selección nacional, el Barça llamó a su puerta y Ouahabi volvió al equipo donde se formó. En su primera temporada en el club azulgrana tras su paso por el Valencia, se proclamó campeona de la Copa de la Reina tras derrotar en la final al Atlético de Madrid. Ese mismo año, el equipo llegó hasta las semifinales de la Liga de Campeones por primera vez en la historia del club y del futbol español tras superar al Rosengard de Suecia en cuartos de final con un gol decisivo de Ouahabi.

#### Temporada 2017/2018
El equipo finalizó la temporada con una segunda posición en la liga española por detrás del Atlético de Madrid, y coronándose campeón de la Copa de la Reina tras superar por 1-0 al mismo Atlético de Madrid en la final disputada en el estadio romano de Mérida.
La temporada estuvo marcada por una grave lesión que solamente le permitió jugar 6 partidos. Los servicios médicos del club anunciaron que Leila sufría una rotura del ligamento cruzado de la rodilla izquierda, lesión que la obligó a pasar por el quirófano.

#### Temporada 2018/2019
Tras nueve meses de baja, Ouahabi reapareció en los terrenos de juego en agosto de 2018, durante la disputa de la semifinal de la Copa Catalunya. Tras superar por completo la lesión, Ouahabi terminó su tercera temporada en el club habiendo disputado 21 partidos de Liga. Las azulgrana terminaron la liga doméstica en segunda posición por detrás del Atlético de Madrid. En la Copa de la Reina, fueron eliminadas en las semifinales por el Atlético de Madrid tras caer por 2-0.
Por primera vez en la historia del club, el equipo se clasificó para la final de la liga de campeones tras derrotar en semifinales al Bayern de Múnich, convirtiéndose así en el primer equipo español en disputar una final europea. La final se disputó en el Ferencvaros Stadium de Budapest, Hungría; donde las azulgrana se enfrentaron al Olympique de Lyon en un partido que salieron derrotadas por 4 goles a 1.

#### Temporada 2019/2020
En febrero se disputó la primera Supercopa de España femenina de la historia. La final, que enfrentó a las azulgrana contra la Real Sociedad, terminó con un contundente 1-10 y el equipo dirigido por Lluís Cortés se proclamó campeón del torneo. En mayo de 2020 el equipo se proclamó campeón de la Liga Iberdrola a falta de ocho jornadas por disputar debido a la suspensión de la competición doméstica a causa de la pandemia por la Covid-19. Ouahabi, que se perdió algunos partidos por culpa de una lesión en el recto anterior del muslo derecho, terminó la temporada habiendo disputado 14 partidos en la liga nacional.
El tramo final de la Copa de la Reina se jugó en febrero de 2021. Las azulgranas se enfrentaron en la final al Escuela de Fútbol Logroño en el estadio de la Rosaleda de Málaga donde ganaron por 3 goles 0. En cuanto a la competición europea, el equipo cayó eliminado en semifinales frente al Wolfsburgo.

#### Temporada 2020/2021
El equipo empezó la temporada disputando el primer clásico femenino de la historia, en la ciudad deportiva de Valdebebas y consiguiendo un abultado resultado de 0-4 frente a las madridistas. En enero de 2021 se jugó, en formato final a 4, la segunda edición de la Supercopa de España. El equipo jugó la semifinal frente al Atlético de Madrid, en un partido que terminó con empate a 1. Las azulgranas quedaron eliminadas en la tanda de penaltis y no pudieron revalidar el título de la campaña anterior.
El 9 de mayo se proclamaron campeonas de liga tras un empate de su principal perseguidor, el Levante. Las azulgranas revalidaron así el título conseguido la temporada anterior a falta de ocho jornadas por disputar.
En marzo de 2021, el equipo se clasificó para jugar las semifinales de la Liga de Campeones tras eliminar en cuartos de final al Manchester City. En las semifinales eliminaron al PSG francés tras empatar a uno en la ida jugada en París y ganar por 2-1 en el partido de vuelta jugado en Barcelona. El Barça jugó la final de la Champions ante el Chelsea el 16 de mayo de 2021 en la ciudad sueca de Gotemburgo. Las azulgrana vencieron a las inglesas por un aparatoso 0-4 y se proclamaron así campeonas de Europa por primera vez en su historia.
A finales de mayo se disputó la Copa de la Reina en formato final four en el Estadio Municipal de Butarque. El equipo venció en semifinales al Madrid CFF por 4-0 y se enfrentó en la final al Levante. El cuadro de Lluís Cortés venció por 4 goles a 2 y se proclamó campeón por segunda vez consecutiva y octava en la historia. Además culminaron la temporada con un triplete histórico para el club y para el fútbol femenino español.
El 14 de julio el club comunicó que la lateral pasaría por el quirófano debido una rotura en el menisco de la rodilla izquierda que Ouahabi se había hecho en un partido amistoso de la selección española unos días antes.

## Selección nacional
En 2016 descartó jugar con la selección de Marruecos y meses después debutó con la roja. Su primer partido con la selección absoluta fue un amistoso contra Rumanía disputado en marzo de 2016. Desde entonces, Ouahabi se ha convertido en una habitual de las listas del seleccionador Jorge Vilda.
En febrero de 2017 formó parte de la selección que participó en la Copa de Algarve, torneo de preparación para la Eurocopa disputada ese mismo año. Ouahabi marcó el gol del triunfo en la final frente a la selección de Canadá. En 2017 fue una de las convocadas para disputar el Europeo de 2017 celebrado en Países Bajos. La selección cayó eliminada en cuartos de final frente a la selección de Austria tras caer en la tanda de penaltis.
Tras estar presente en las convocatorias para los partidos de preparación para la Copa del mundo de 2019, es una de las integrantes de la roja elegidas por el seleccionador Vilda para participar la Copa Mundial Femenina de Fútbol de 2019. La selección pasó por primera vez la fase de clasificación, pero fue eliminada en octavos de final por la selección de Estados Unidos.
En enero de 2020 viajó con la selección a Estados Unidos para participar por primera vez en la She Believes Cup. El equipo de Vilda concluyó el campeonato con una victoria por 3-1 ante Japón, una derrota por la mínima (1-0) ante las vigentes campeonas del Mundo, Estados Unidos; y una victoria, también por la mínima ante Inglaterra (1-0). La roja terminó su participación en el torneo en segunda posición por detrás de las estadounidenses.

### Participaciones internacionales
| Campeonato      | Equipo                      | Sede         | Resultado        |
| --------------- | --------------------------- | ------------ | ---------------- |
| Eurocopa 2017   | Selección española absoluta | Países Bajos | Cuartos de final |
| Mundial de 2019 | Selección española absoluta | Francia      | Octavos de final |

## Estadísticas

### Clubes
Actualizado al último partido disputado el 29 de mayo de 2022.
| Club                     | Div.                | Temporada           | Liga  | Liga  | Copa  | Copa  | Continental | Continental | Total | Total |
| Club                     | Div.                | Temporada           | Part. | Goles | Part. | Goles | Part.       | Goles       | Part. | Goles |
| ------------------------ | ------------------- | ------------------- | ----- | ----- | ----- | ----- | ----------- | ----------- | ----- | ----- |
| F. C. Barcelona · España | 1.ª                 | 2010-11             | 2     | 0     | -     | -     | -           | -           | 2     | 0     |
| F. C. Barcelona · España | 1.ª                 | 2011-12             | 13    | 1     | -     | -     | -           | -           | 13    | 1     |
| F. C. Barcelona · España | 1.ª                 | 2012-13             | 6     | 1     | -     | -     | -           | -           | 6     | 1     |
| F. C. Barcelona · España | Total               | Total               | 21    | 2     | -     | -     | -           | -           | 21    | 2     |
| Valencia C. F. · España  | 1.ª                 | 2013-14             | 29    | 0     | -     | -     | -           | -           | 29    | 0     |
| Valencia C. F. · España  | 1.ª                 | 2014-15             | 26    | 2     | -     | -     | -           | -           | 26    | 2     |
| Valencia C. F. · España  | 1.ª                 | 2015-16             | 30    | 1     | -     | -     | -           | -           | 30    | 1     |
| Valencia C. F. · España  | Total               | Total               | 85    | 3     | -     | -     | -           | -           | 85    | 3     |
| F. C. Barcelona · España | 1.ª                 | 2016-17             | 21    | 0     | -     | -     | 7           | 1           | 28    | 1     |
| F. C. Barcelona · España | 1.ª                 | 2017-18             | 6     | 0     | -     | -     | 3           | 0           | 9     | 0     |
| F. C. Barcelona · España | 1.ª                 | 2018-19             | 21    | 0     | 3     | 0     | 6           | 0           | 30    | 0     |
| F. C. Barcelona · España | 1.ª                 | 2019-20             | 14    | 0     | 5     | 0     | 5           | 0           | 24    | 0     |
| F. C. Barcelona · España | 1.ª                 | 2020-21             | 22    | 1     | 4     | 0     | 8           | 0           | 34    | 1     |
| F. C. Barcelona · España | 1.ª                 | 2021-22             | 22    | 1     | 5     | 0     | 10          | 1           | 37    | 2     |
| F. C. Barcelona · España | Total               | Total               | 106   | 2     | 17    | 0     | 39          | 2           | 162   | 4     |
| Total en su carrera      | Total en su carrera | Total en su carrera | 212   | 7     | 17    | 0     | 39          | 2           | 267   | 9     |

## Palmarés

### Campeonatos nacionales
| Título              | Club            | País   | Año  |
| ------------------- | --------------- | ------ | ---- |
| Copa de la Reina    | F. C. Barcelona | España | 2011 |
| Liga Española       | F. C. Barcelona | España | 2012 |
| Copa de la Reina    | F. C. Barcelona | España | 2013 |
| Liga Española       | F. C. Barcelona | España | 2013 |
| Copa de la Reina    | F. C. Barcelona | España | 2017 |
| Copa de la Reina    | F. C. Barcelona | España | 2018 |
| Supercopa de España | F. C. Barcelona | España | 2020 |
| Copa de la Reina    | F. C. Barcelona | España | 2020 |
| Liga Española       | F. C. Barcelona | España | 2020 |
| Copa de la Reina    | F. C. Barcelona | España | 2021 |
| Liga Española       | F. C. Barcelona | España | 2021 |
| Supercopa de España | F. C. Barcelona | España | 2022 |
| Primera Iberdrola   | F. C. Barcelona | España | 2022 |

### Campeonatos internacionales
| Título            | Equipo          | Sede   | Año  |
| ----------------- | --------------- | ------ | ---- |
| Liga de Campeones | F. C. Barcelona | Suecia | 2021 |